# هوشلایتن
هوشلایتن (به آلمانی: Hausleiten) یک منطقهٔ مسکونی در اتریش است که در ناحیه کورنویبورگ واقع شده‌است. هوشلایتن ۲٬۹۶۷ نفر جمعیت دارد.